# Diskografie Owl City
Toto je seznam vydané diskografie amerického electronica projektu Owl City.

## Alba

### Studiová alba
| Název                                                                                   | Detaily o albu                                                    | Umístění v hitparádách | Umístění v hitparádách | Umístění v hitparádách | Umístění v hitparádách | Umístění v hitparádách | Umístění v hitparádách | Umístění v hitparádách | Umístění v hitparádách | Umístění v hitparádách | Umístění v hitparádách | Prodeje                                             | Certifikace                                                                  |
| Název                                                                                   | Detaily o albu                                                    | US                     | AUS                    | CAN                    | GER                    | JPN                    | KOR                    | NLD                    | NZ                     | SWI                    | UK                     | Prodeje                                             | Certifikace                                                                  |
| --------------------------------------------------------------------------------------- | ----------------------------------------------------------------- | ---------------------- | ---------------------- | ---------------------- | ---------------------- | ---------------------- | ---------------------- | ---------------------- | ---------------------- | ---------------------- | ---------------------- | --------------------------------------------------- | ---------------------------------------------------------------------------- |
| Maybe I'm Dreaming                                                                      | - Vydáno: 17. března 2008 - Vydavatelství: Sky Harbor             | —                      | —                      | —                      | —                      | —                      | 91                     | —                      | —                      | —                      | —                      |                                                     |                                                                              |
| Ocean Eyes                                                                              | - Vydáno: 14. července 2009 - Vydavatelství: Universal Republic   | 8                      | 14                     | 18                     | 7                      | 43                     | 67                     | 42                     | 16                     | 29                     | 7                      | - WW: 4,000,000 - US: 1,100,000                     | - RIAA: 2× Platinum - ARIA: Platinum - BPI: Gold - MC: Gold - RMNZ: Platinum |
| All Things Bright and Beautiful                                                         | - Vydáno: 14. června 2011 - Vydavatelství: Universal Republic     | 6                      | 33                     | 7                      | 69                     | 31                     | 49                     | 100                    | —                      | 40                     | 52                     | - US: 143,000                                       |                                                                              |
| The Midsummer Station                                                                   | - Vydáno: 21. srpna 2012 - Vydavatelství: Universal Republic      | 7                      | 29                     | 1                      | 44                     | 19                     | 63                     | 36                     | 24                     | 61                     | 34                     | - WW: 200,000 - US: 92,775 - CAN: 3,700 - UK: 3,281 |                                                                              |
| Mobile Orchestra                                                                        | - Vydáno: 10. července 2015 - Vydavatelství: Republic, Sky Harbor | 11                     | 33                     | 5                      | —                      | 40                     | 59                     | 83                     | —                      | —                      | 98                     | - US: 16,000 - CAN: 2,000                           |                                                                              |
| Cinematic                                                                               | - Vydáno: 1. června 2018 - Vydavatelství: Sky Harbor              | 115                    | —                      | —                      | —                      | —                      | —                      | —                      | —                      | —                      | —                      |                                                     |                                                                              |
| Coco Moon                                                                               | - Vydáno: 24. března 2023 - Vydavatelství: Sky Harbor             | —                      | —                      | —                      | —                      | —                      | —                      | —                      | —                      | —                      | —                      |                                                     |                                                                              |
| "—" značí, že se nahrávka neumístila v hitparádách nebo v tomto území ani nebyla vydána |                                                                   |                        |                        |                        |                        |                        |                        |                        |                        |                        |                        |                                                     |                                                                              |

### Kompilační alba
| Název                | Detaily o albu                                                    | Umístění v hitparádě |
| Název                | Detaily o albu                                                    | JPN                  |
| -------------------- | ----------------------------------------------------------------- | -------------------- |
| The Best of Owl City | - Vydáno: 9. července 2014 - Vydavatelství: Universal Music Japan | 118                  |

### Koncertní alba
| Název                           | Detaily                                                           | Umístění v hitparádách | Umístění v hitparádách |
| Název                           | Detaily                                                           | US Video               | UK Video               |
| ------------------------------- | ----------------------------------------------------------------- | ---------------------- | ---------------------- |
| Owl City: Live From Los Angeles | - Vydáno: 7. února 2012 - Vydavatelství: Eagle Rock Entertainment | 29                     | 33                     |

## Extended play
| Of June                                                                                 | - Vydáno: 8. září 2007 - Vydavatelství: Sky Harbor            | —  | 15 | 38 |             |
| Shooting Star                                                                           | - Vydáno: 15. května 2012 - Vydavatelství: Universal Republic | 49 | —  | —  |             |
| Spotify Sessions                                                                        | - Vydáno: 2012 - Vydavatelství: Universal Republic            | —  | —  | —  |             |
| The Midsummer Station – Acoustic EP                                                     | - Vydáno: 30. července 2013 - Vydavatelství: Republic         | 99 | —  | —  |             |
| Ultraviolet                                                                             | - Vydáno: 27. června 2014 - Vydavatelství: Republic           | 30 | —  | —  | - US: 9,000 |
| Reel 1                                                                                  | - Vydáno: 1. prosince 2017 - Vydavatelství: nezávislé         | —  | —  | —  |             |
| Reel 2                                                                                  | - Vydáno: 2. února 2018 - Vydavatelství: nezávislé            | —  | —  | —  |             |
| Reel 3                                                                                  | - Vydáno: 6. dubna 2018 - Vydavatelství: nezávislé            | —  | —  | —  |             |
| "—" značí, že se nahrávka neumístila v hitparádách nebo v tomto území ani nebyla vydána |                                                               |    |    |    |             |

## Singly

### Jako hlavní umělec
| "Fireflies"                                                                             | 2009 | 1  | 1  | 2 | 2  | 2  | 1  | 3  | 75  | 2  | 1   | - WW: 5,000,000 - AUS: 37,354 - CAN: 74,000 - US: 5,212,895 - UK: 844,895 | - RIAA: Diamond - ARIA: 6× Platinum - BEA: Gold - BPI: 2× Platinum - IFPI DEN: 2× Platinum - RMNZ: 4× Platinum                      | Ocean Eyes                      |
| "Vanilla Twilight"                                                                      | 2010 | 72 | 44 | — | 74 | 37 | 24 | —  | —   | 36 | 94  |                                                                           | - RIAA: Platinum | Ocean Eyes                      |
| "Umbrella Beach"                                                                        | 2010 | —  | —  | — | —  | —  | —  | —  | —   | —  | 110 |                                                                           | | Ocean Eyes                      |
| "To the Sky"                                                                            | 2010 | —  | —  | — | —  | —  | —  | —  | —   | —  | —   |                                                                           | | Legenda o sovích strážcích      |
| "Peppermint Winter"                                                                     | 2010 | —  | —  | — | 65 | —  | —  | —  | —   | —  | —   |                                                                           | | Singl bez alb                   |
| "Alligator Sky" (feat. Shawn Chrystopher)                                               | 2011 | —  | —  | — | —  | —  | —  | 32 | 40  | —  | —   |                                                                           | | All Things Bright and Beautiful |
| "Galaxies"                                                                              | 2011 | —  | —  | — | —  | —  | —  | —  | 199 | —  | —   |                                                                           | | All Things Bright and Beautiful |
| "Lonely Lullaby"                                                                        | 2011 | —  | —  | — | —  | —  | —  | —  | 136 | —  | —   |                                                                           | | All Things Bright and Beautiful |
| "Angels"                                                                                | 2011 | —  | —  | — | —  | —  | —  | —  | —   | —  | —   |                                                                           | | All Things Bright and Beautiful |
| "Shooting Star"                                                                         | 2012 | —  | —  | — | —  | —  | —  | 49 | 20  | —  | 176 |                                                                           | | The Midsummer Station           |
| "Good Time" (s Carly Rae Jepsen)                                                        | 2012 | 8  | 5  | 6 | 1  | 3  | 17 | 2  | 1   | 1  | 5   | - US: 2,249,000 - UK: 200,000                                             | - RIAA: 2× Platinum - ARIA: 4× Platinum - BEA: Gold - BPI: Platinum - IFPI DEN: 2× Platinum - RIAJ: 2× Platinum - RMNZ: 3× Platinum | The Midsummer Station           |
| "Beautiful Times" (feat. Lindsey Stirling)                                              | 2014 | —  | —  | — | —  | —  | —  | 91 | 48  | —  | —   |                                                                           | | Ultraviolet                     |
| "Tokyo" (feat. Sekai no Owari)                                                          | 2014 | —  | —  | — | —  | —  | —  | 25 | 97  | —  | —   |                                                                           | | Mobile Orchestra                |
| "Verge" (feat. Aloe Blacc)                                                              | 2015 | —  | —  | — | —  | —  | —  | 44 | 93  | —  | —   |                                                                           | | Mobile Orchestra                |
| "My Everything"                                                                         | 2015 | —  | —  | — | —  | —  | —  | —  | 54  | —  | —   |                                                                           | | Mobile Orchestra                |
| "Unbelievable" (feat. Hanson)                                                           | 2015 | —  | —  | — | —  | —  | —  | —  | 47  | —  | —   |                                                                           | | Mobile Orchestra                |
| "Not All Heroes Wear Capes"                                                             | 2017 | —  | —  | — | —  | —  | —  | —  | —   | —  | —   |                                                                           | | Cinematic                       |
| "All My Friends"                                                                        | 2017 | —  | —  | — | —  | —  | —  | —  | —   | —  | —   |                                                                           | | Cinematic                       |
| "Lucid Dream"                                                                           | 2018 | —  | —  | — | —  | —  | —  | —  | —   | —  | —   |                                                                           | | Cinematic                       |
| "New York City"                                                                         | 2018 | —  | —  | — | —  | —  | —  | —  | —   | —  | —   |                                                                           | | Cinematic                       |
| "Up to the Cloud"                                                                       | 2022 | —  | —  | — | —  | —  | —  | —  | —   | —  | —   |                                                                           | | Singl bez alb                   |
| "Kelly Time"                                                                            | 2023 | —  | —  | — | —  | —  | —  | —  | —   | —  | —   |                                                                           | | Coco Moon                       |
| "Adam, Check Please"                                                                    | 2023 | —  | —  | — | —  | —  | —  | —  | —   | —  | —   |                                                                           | | Coco Moon                       |
| "Vitamin Sea"                                                                           | 2023 | —  | —  | — | —  | —  | —  | —  | —   | —  | —   |                                                                           | | Coco Moon                       |
| "Boston"                                                                                | 2024 | —  | —  | — | —  | —  | —  | —  | —   | —  | —   |                                                                           | | Coco Moon                       |
| "Car Trouble"                                                                           | 2024 | —  | —  | — | —  | —  | —  | —  | —   | —  | —   |                                                                           | | Coco Moon                       |
| "—" značí, že se nahrávka neumístila v hitparádách nebo v tomto území ani nebyla vydána |      |    |    |   |    |    |    |    |     |    |     |                                                                           | |                                 |

### Jako vedlejší umělec
| Název                                                                                   | Rok  | Umístění v hitparádách | Umístění v hitparádách | Umístění v hitparádách | Umístění v hitparádách | Umístění v hitparádách | Umístění v hitparádách | Umístění v hitparádách | Certifikace  | Album             |
| Název                                                                                   | Rok  | US Christ              | BEL (FL)               | CIS                    | MEX Ing.               | NLD                    | UK Dance               | UKR                    | Certifikace  | Album             |
| --------------------------------------------------------------------------------------- | ---- | ---------------------- | ---------------------- | ---------------------- | ---------------------- | ---------------------- | ---------------------- | ---------------------- | ------------ | ----------------- |
| "Middledistancerunner" (Chicane feat. Adam Young)                                       | 2010 | —                      | —                      | —                      | —                      | —                      | 26                     | —                      |              | Giants            |
| "Youtopia" (Armin van Buuren feat. Adam Young)                                          | 2011 | —                      | 137                    | 107                    | —                      | 68                     | —                      | 57                     |              | Mirage            |
| "All About Us" (He Is We feat. Owl City)                                                | 2011 | —                      | —                      | —                      | —                      | —                      | —                      | —                      | - RIAA: Gold | Singl bez alb     |
| "Eternity" (Paul van Dyk feat. Adam Young)                                              | 2012 | —                      | —                      | 175                    | 39                     | —                      | —                      | —                      |              | Evolution         |
| "Cactus in the Valley" (Lights feat. Owl City)                                          | 2013 | —                      | —                      | —                      | —                      | —                      | —                      | —                      |              | Siberia Acoustic  |
| "Ready to Fly" (Didrick feat. Adam Young)                                               | 2018 | —                      | —                      | —                      | —                      | —                      | —                      | —                      |              | Singly bez alb    |
| "Let The Light In" (Joshua Micah feat. Owl City)                                        | 2022 | —                      | —                      | —                      | —                      | —                      | —                      | —                      |              | Singly bez alb    |
| "Forever & Always" (Armin van Buuren a Gareth Emery feat. Owl City)                     | 2022 | —                      | —                      | —                      | —                      | —                      | —                      | —                      |              | Feel Again, Pt. 2 |
| "—" značí, že se nahrávka neumístila v hitparádách nebo v tomto území ani nebyla vydána |      |                        |                        |                        |                        |                        |                        |                        |              |                   |

### Promo singly
| Název                                                                                   | Rok  | Umístění v hitparádách | Umístění v hitparádách | Umístění v hitparádách | Umístění v hitparádách | Umístění v hitparádách | Prodeje      | Album                           |
| Název                                                                                   | Rok  | US Christ              | US Christ Rock         | US Dance /Elec         | KOR                    | UK                     | Prodeje      | Album                           |
| --------------------------------------------------------------------------------------- | ---- | ---------------------- | ---------------------- | ---------------------- | ---------------------- | ---------------------- | ------------ | ------------------------------- |
| "The Christmas Song"                                                                    | 2008 | —                      | —                      | —                      | —                      | —                      |              | Singl bez alb                   |
| "Hot Air Balloon"                                                                       | 2009 | —                      | —                      | —                      | 41                     | —                      | - US: 12,400 | Ocean Eyes                      |
| "Strawberry Avalanche"                                                                  | 2009 | —                      | —                      | —                      | —                      | —                      | - US: 9,000  | Ocean Eyes                      |
| "Sunburn"                                                                               | 2009 | —                      | —                      | —                      | —                      | —                      |              | Ocean Eyes                      |
| "Deer in the Headlights"                                                                | 2011 | —                      | —                      | —                      | 145                    | —                      |              | All Things Bright and Beautiful |
| "Dreams Don't Turn To Dust"                                                             | 2011 | —                      | —                      | —                      | —                      | —                      |              | All Things Bright and Beautiful |
| "I'm Coming After You"                                                                  | 2012 | —                      | —                      | —                      | —                      | —                      |              | The Midsummer Station           |
| "Metropolis"                                                                            | 2012 | —                      | —                      | —                      | —                      | —                      |              | The Midsummer Station           |
| "Wolf Bite"                                                                             | 2014 | —                      | 22                     | —                      | —                      | —                      |              | Ultraviolet                     |
| "You're Not Alone" (feat. Britt Nicole)                                                 | 2014 | 5                      | —                      | —                      | —                      | —                      |              | Mobile Orchestra                |
| "Kiss Me Babe, It's Christmas Time"                                                     | 2014 | —                      | —                      | —                      | —                      | —                      |              | Singl bez alb                   |
| "—" značí, že se nahrávka neumístila v hitparádách nebo v tomto území ani nebyla vydána |      |                        |                        |                        |                        |                        |              |                                 |

## Další umístěné písně
| "The Technicolor Phase"                                                                 | 2008 | — | —  | —  | — | —  | —   | 99  | — |                  | Maybe I'm Dreaming                                       |
| "Hello Seattle"                                                                         | 2009 | — | —  | —  | — | —  | —   | 200 | — | - RIAA: Gold     | Ocean Eyes                                               |
| "Tidal Wave"                                                                            | 2009 | — | —  | 28 | — | —  | —   | —   | — |                  | Ocean Eyes                                               |
| "The Real World"                                                                        | 2011 | — | —  | —  | — | —  | —   | —   | — |                  | All Things Bright and Beautiful                          |
| "Kamikaze"                                                                              | 2011 | — | —  | —  | — | —  | —   | —   | — |                  | All Things Bright and Beautiful                          |
| "Honey and the Bee" (feat. Breanne Düren)                                               | 2011 | — | —  | —  | — | —  | —   | —   | — |                  | All Things Bright and Beautiful                          |
| "The First Noel" (TobyMac feat. Owl City)                                               | 2011 | — | 30 | —  | — | —  | —   | —   | — |                  | Christmas in Diverse City                                |
| "Gold"                                                                                  | 2012 | — | —  | —  | — | —  | —   | 138 | — |                  | The Midsummer Station                                    |
| "Take It All Away"                                                                      | 2012 | — | —  | —  | — | —  | —   | 163 | — |                  | The Midsummer Station                                    |
| "Dementia" (feat. Mark Hoppus)                                                          | 2012 | — | —  | —  | — | —  | —   | 171 | — |                  | The Midsummer Station                                    |
| "Dreams and Disasters"                                                                  | 2012 | — | 43 | 29 | — | —  | —   | 156 | — |                  | The Midsummer Station                                    |
| "Speed of Love"                                                                         | 2012 | — | —  | —  | — | —  | —   | —   | — |                  | The Midsummer Station                                    |
| "When Can I See You Again?"                                                             | 2012 | — | —  | —  | — | 78 | 100 | —   | — | - RIAA: Platinum | Raubíř Ralf                                              |
| "Shine Your Way"                                                                        | 2013 | — | —  | —  | — | —  | —   | 93  | — |                  | Croodsovi                                                |
| "That's My Jam" (s Relient K)                                                           | 2013 | — | —  | —  | — | —  | —   | —   | — |                  | Collapsible Lung                                         |
| "Hey Anna"                                                                              | 2013 | — | —  | —  | — | —  | —   | 22  | — |                  | The Midsummer Station - Acoustic                         |
| "Light of Christmas" (feat. TobyMac)                                                    | 2013 | — | 2  | 17 | — | —  | —   | —   | — |                  | VeggieTales: Merry Larry and the True Light of Christmas |
| "Up All Night"                                                                          | 2014 | — | —  | —  | — | —  | —   | 91  | — |                  | Ultraviolet                                              |
| "Listen to What the Man Said"                                                           | 2014 | — | —  | —  | — | —  | —   | —   | — |                  | The Art of McCartney                                     |
| "Mobile Orchestra"                                                                      | 2015 | — | —  | —  | — | —  | 67  | —   | — |                  | Mobile Orchestra                                         |
| "Thunderstruck"                                                                         | 2015 | — | —  | —  | — | —  | —   | —   | — |                  | Mobile Orchestra                                         |
| "This Isn't the End"                                                                    | 2015 | — | —  | —  | — | —  | —   | —   | — |                  | Mobile Orchestra                                         |
| "Can't Live Without You"                                                                | 2015 | — | —  | —  | — | —  | —   | —   | — |                  | Mobile Orchestra                                         |
| "Cloud Nine"                                                                            | 2018 | — | —  | —  | — | —  | —   | —   | — |                  | Cinematic                                                |
| "House Wren"                                                                            | 2018 | — | —  | —  | — | —  | —   | —   | — |                  | Cinematic                                                |
| "—" značí, že se nahrávka neumístila v hitparádách nebo v tomto území ani nebyla vydána |      |   |    |    |   |    |     |     |   |                  |                                                          |

## Spoluumělec
| Název                                           | Rok  | Další umělec                 | Album                                               |
| ----------------------------------------------- | ---- | ---------------------------- | --------------------------------------------------- |
| "Enchanted"                                     | 2011 | Taylor Swift (původní verze) | —                                                   |
| "The First Noel"                                | 2011 | TobyMac                      | Christmas in Diverse City                           |
| "Blinding Light - Adam Young of Owl City Remix" | 2012 | Switchfoot                   | Vice Re-Verses                                      |
| "Alive"                                         | 2012 | Schiller                     | Sonne                                               |
| "When Can I See You Again?"                     | 2012 | —                            | Raubíř Ralf                                         |
| "Shine Your Way"                                | 2013 | Yuna                         | Croodsovi                                           |
| "Live It Up"                                    | 2013 | —                            | Šmoulové 2                                          |
| "Light of Christmas"                            | 2013 | TobyMac                      | VeggieTales: Merry Larry and the Light of Christmas |
| "In the Air"                                    | 2013 | Ørjan Nilsen                 | No Saint Out of Me                                  |
| "That's My Jam"                                 | 2013 | Relient K                    | Collapsible Lung                                    |
| "Listen to What the Man Said"                   | 2014 | —                            | The Art of McCartney                                |
| "Snow Snow Snow"                                | 2015 | Band of Merrymakers          | Welcome to Our Christmas Party                      |
| "Waving Through a Window"                       | 2017 | —                            | —                                                   |
| "Clap Your Hands"                               | 2017 | —                            | použit v Everybody's Golf (video hra)               |
| "All Star" (Owl City Remix)                     | 2022 | Smash Mouth                  | —                                                   |
| "Gone"                                          | 2023 | Switchfoot                   | The Beautiful Letdown (Our Version)                 |

## Videoklipy

### Jako hlavní umělec
| Název                                                      | Rok  | Režisér                   |
| ---------------------------------------------------------- | ---- | ------------------------- |
| "Early Birdie"                                             | 2008 | Andy Johnson              |
| "Fireflies"                                                | 2009 | Steve Hoover              |
| "Vanilla Twilight"                                         | 2010 | Steve Hoover              |
| "Umbrella Beach"                                           | 2010 | Alexander Brown           |
| "To the Sky"                                               | 2010 | Danny Yourd               |
| "Alligator Sky" (feat. Shawn Chrystopher)                  | 2011 | Steve Hoover              |
| "Deer in the Headlights"                                   | 2011 | Steve Hoover              |
| "Good Time" (s Carly Rae Jepsen)                           | 2012 | Declan Whitebloom         |
| "Shooting Star"                                            | 2012 | Ethan Lader               |
| "When Can I See You Again?"                                | 2012 | Matt Stawski              |
| "Shine Your Way" (s Yuna)                                  | 2013 | —                         |
| "Metropolis"                                               | 2013 | Daniel Cummings           |
| "Beautiful Times" (feat. Lindsey Stirling)                 | 2014 | Everdream                 |
| "Wolf Bite" (Official Visualiser)                          | 2014 | Everdream                 |
| "Up All Night" (Official Visualiser)                       | 2014 | Everdream                 |
| "This Isn't the End" (Official Visualiser)                 | 2014 | Everdream                 |
| "Tokyo" (feat. Sekai no Owari) (Official Visualiser Video) | 2014 | Masahiro Tsuruoka         |
| "Verge"                                                    | 2015 | Matt Stawski              |
| "My Everything"                                            | 2015 | Eric Ulbrich, Kylie Eaton |
| "Unbelievable" (feat. Hanson)                              | 2015 | Ryan Maloney              |
| "Not All Heroes Wear Capes (Acoustic)"                     | 2017 | Max Haben                 |
| "All My Friends"                                           | 2017 | Max Haben                 |
| "Lucid Dream"                                              | 2018 | Max Haben                 |
| "New York City"                                            | 2018 | Max Haben                 |
| "Vitamin Sea"                                              | 2023 | Rudy Kovasckitz           |